# ClubJenna

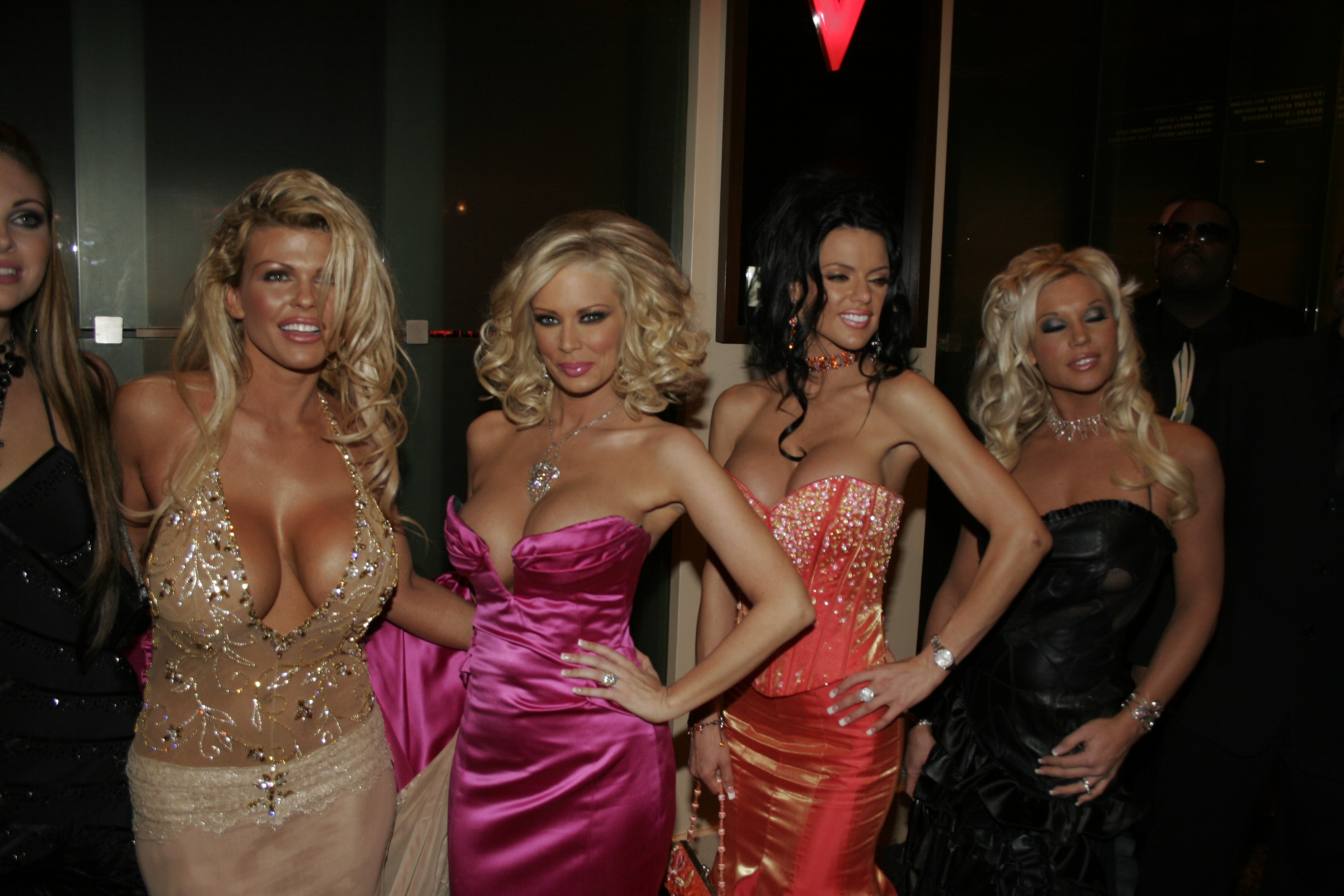
Sophia Rossi, Jenna Jameson, Chanel St. James y Ashton Moore en los premios AVN 2006

ClubJenna, Inc. es un estudio pornográfico y productora de cine para adultos de Estados Unidos. Su sede central se encuentra en Scottsdale, Arizona, Estados Unidos. Su fundadora, directora y presidenta es la actriz porno Jenna Jameson. Su símbolo es una corona, en honor a Jenna Jameson, conocida como La Reina del Porno.

## Historia
Fundado en 2001 por Jenna Jameson, comenzó siendo la página web oficial de la actriz hasta convertirse en un estudio importante. La primera película lanzada al mercado por ClubJenna fue Briana Loves Jenna en el año 2001, protagonizada por Jenna Jameson y Briana Banks y dirigida por el exmarido de Jenna, Justin Sterling (Jay Grdina). La película se convirtió en uno de los mayores éxitos del año, fue la película porno más alquilada en 2001, logró récords de ventas y recibió un premio AVN, uno de los más prestigiosos del porno. Tras el gran éxito de Briana Loves Jenna Jenna Jameson se lanzaron nuevos estrenos como I Dream Of Jenna y Jenna Loves Kobe. 
A finales de 2003 Jenna decidió expandir ClubJenna y contrató a su primera estrella exclusiva, Krystal Steal, que trabajó para la compañía durante 2 años en los cuales 3 películas dedicadas a ella fueron lanzadas al mercado. En 2004 ClubJenna lanzó al mercado el super éxito del porno Bella Loves Jenna (protagonizada por Jenna Jameson y Belladonna y dirigida por Justin Sterling) que también recibió diversos premios. Meses más tarde se lanzó al mercado The Masseuse. En 2003 Jenna Jameson comenzó a aparecer en los medios estadounidenses de forma más que esporádica y millones de norteamericanos, a pesar de que ya era muy famosa, se familiarizaron con ella mucho más. Se creó una gran tienda de ClubJenna en la que se comercializan multitud de productos de la compañía. En 2004 ClubJenna se asoció con compañías de telefonía móvil para crear descargas X de ClubJenna para teléfonos móviles. A principios de 2005 amplió su número de actrices bajo contrato exclusivo. Además de Krystal Steal (que trabajaba para ella por aquel entonces), se sumaron McKenzie Lee, Ashton Moore, Jesse Capelli y Sophia Rossi. Meses después se sumó Chanel St. James. A finales de 2005 ClubJenna creó su propio programa de televisión en Playboy TV, presentado por Jenna Jameson, en el que varias actrices porno competían por ser la siguiente chica que firmase un contrato exclusivo con ClubJenna. Brea Bennett fue la primera ganadora. En julio de 2006 se emitió la segunda edición del programa del que la actriz Roxy Jezel salió como ganadora. En 2006 ClubJenna fue adquirido por Playboy, pero esto no produjo ningún cambio en la compañía excepto que ClubJenna creó su propio canal de televisión y los productos de ClubJenna pasaron a ser parte de Playboy. 
En mayo de 2007 los contratos de McKenzie Lee, Ashton Moore, Sophia Rossi y Chanel St. James con ClubJenna finalizaron y no fueron renovados por la productora, dejando así estas actrices porno de pertenecer a la editora. En agosto de 2007 Brea Bennett abandonó la productora y se retiró de la industria X, no está claro si fue a causa del vencimiento de su contrato o por decisión propia, pasando a ser Jesse Capelli, Roxy Jezel y Lela Star las únicas estrellas exclusivas de ClubJenna o Chicas ClubJenna. En junio de 2007, la actriz porno Lela Star firmó un contrato exclusivo con la compañía, convirtiéndose así en la actriz más reciente en convertirse en estrella exclusiva de ClubJenna. 
Las películas de ClubJenna son rodadas tanto en Scottsdale, Arizona, como en San Fernando Valley en Los Ángeles. El número de películas que lanza al mercado cada año es extremadamente inferior al del resto de productoras de Estados Unidos y las películas que produce son distribuidas por el estudio Vivid, con el que ClubJenna está asociado.
Jenna is Timeless, editada a principios del 2011, es la última película estrenada por la productora.

## Actrices bajo contrato (historia)
- Jenna Jameson (desde 2001 hasta 2007).
- Krystal Steal (desde diciembre de 2003 hasta diciembre de 2005).
- McKenzie Lee (desde febrero de 2005 hasta mayo de 2007).
- Ashton Moore (desde febrero de 2005 hasta mayo de 2007).
- Jesse Capelli (desde marzo de 2005 hasta 2010).
- Sophia Rossi (desde abril de 2005 hasta mayo de 2007).
- Chanel St. James (desde noviembre de 2005 hasta mayo de 2007).
- Brea Bennett (desde diciembre de 2005 hasta agosto de 2007).
- Roxy Jezel (desde julio de 2006 hasta 2008)
- Lela Star (desde junio de 2007 hasta 2009)

## Películas de ClubJenna (selección)
- Briana Loves Jenna (2001)
- I Dream Of Jenna (2002)
- Jenna Loves Kobe (2003)
- Bella Loves Jenna (2004)
- The Massuse (2004)
- Krystal Method (2005)
- Steal Runway (2005)
- Jenna Loves Pain (2005)
- Raw Desire (2005)
- The New Devil In Miss Jones (2005)
- Nikita's Extreme Idols (2006)
- Porno Revolution (2006)
- Krystal Therapy (2006)
- McKenzie Made (2006)
- Sophia Syndrome (2006)
- Deep In Style (2006)
- McKenzie Illustrated (2006)
- Insexts (2006)
- Provocateur (2006)
- Crowning Glory (2006)